# デヴィッド・ナディアン
デヴィッド・ナディアン（David Nadien, 1926年3月12日 - 2014年5月28日）は、アメリカ合衆国のヴァイオリン奏者。
ブルックリン区のプロボクサーの家に生まれる。幼い頃から音楽好きの父親にヴァイオリンの手ほどきを受けた。その後、マネス音楽学校を経てジュリアード音楽院に進学してイヴァン・ガラミアンに師事。さらにアドルフォ・ベッティやアドルフ・ブッシュの薫陶も受けた。1940年にニューヨーク・フィルハーモニック交響楽団と共演してソリストとしてデビューを果たしたが、1944年には第二次世界大戦に従軍した。復員後、1946年にはレーヴェントリット国際コンクールで優勝した。その後も、ニューヨーク・フィルハーモニック交響楽団にたびたび登場したが、1966年には同楽団のコンサートマスターとなり、1970年には勇退してソリスト兼スタジオ・ミュージシャンとして活動する傍ら、母校のマネス音楽学校で教鞭をとった。
マンハッタンの自宅にて死去。